# Fox Entertainment Group
 (juillet 2018).
Si vous disposez d'ouvrages ou d'articles de référence ou si vous connaissez des sites web de qualité traitant du thème abordé ici, merci de compléter l'article en donnant les références utiles à sa vérifiabilité et en les liant à la section « Notes et références ».
Pour les articles homonymes, voir FEG.
Fox Entertainment Group (FEG) était une entreprise américaine active dans les domaines du cinéma et de la télévision. Détenue majoritairement par le groupe 21st Century Fox, ses activités étaient réparties en quatre divisions.
En raison des objectifs et des publics différents de ces divisions, le groupe Fox connaît parfois des ambiguïtés ou des contradictions. 
Ainsi, lors de la diffusion d'un épisode des Simpson diffusé sur une des chaînes de la Fox, Matt Groening, pourtant lui-même employé d'une des filiales de la Fox, avait ajouté des bandeaux de bas d'écran similaires à ceux de la Fox, mais qui parodiaient les attaques habituelles de Fox News Channel contre les démocrates.
À la suite de l'acquisition de 21st Century Fox par Disney, la société a été scindée en plusieurs entités, certaines, achetées par Disney, d'autres regroupées dans la nouvelle Fox Corporation, d'autres vendues à des tiers.

## Activités
Les activités du groupe sont réparties en quatre catégories : films, télévision par câble, télévision hertzienne et télévision par satellite

### Division Filmed Entertainment
- Fox Filmed Entertainment : production et distribution de films de cinéma, édition vidéo.
  - 20th Century Fox
  - Fox 2000
  - Fox Searchlight Pictures
  - 20th Century Fox Animation
  - Twentieth Century Fox Home Entertainment Inc.
- 20th Century Fox Television : production de films de télévision et de séries télévisées pour les grands réseaux américains. Distribution de ces programmes sur le marché international.
- 20th Television : production d'émission de télévision de flux pour le marché américain. Distribution sur le marché américain et à l'international de ces programmes ainsi que de séries télévisées de catalogue (syndication).
- Fox Television Studios : production de séries télévisées, de téléfilms, de programmes de télé-réalité, de jeux et de documentaires pour les chaînes hertziennes et par câble américaines. Déclinaison des programmes de télé-réalité pour les marchés internationaux.
- Fox Library : gestion d'un catalogue constitué de plus de 3000 films de cinéma, de séries télévisées et de téléfilms.
- Fox Licensing and Merchandising : gestion des droits dérivés des films et séries télévisées produits par le groupe.
- Fox Music and Music Publishing  : production des bandes originales des films et séries télévisées produits par le groupe. Gestion des droits associés.

### Division Satellite Television
Cette division se compose de la société spécialisée dans la télévision par satellite DirecTV Group.

### Division Television Stations
Cette division est propriétaire d'une trentaine de stations de télévision locales hertziennes américaines qui sont affiliées soit au réseau FOX, soit au réseau MyNetworkTV.

### Division Television Broadcast Network
Cette division gère le réseau de télévision hertzienne FOX. FOX est l'un des principaux réseaux de télévision américains. Environ 200 stations locales lui sont affiliées.
Elle a aussi géré de 1997 à 2001 la société Fox Family Worldwide qui détenait :
- la chaîne Fox Family regardée par 84 millions de foyers américains
- Fox Kids Network
  - 76 % de Fox Kids Europe
  - le catalogue de Saban Entertainment Inc.

Celle-ci est revendue en 2001 à la Walt Disney Company qui rebaptisa la chaîne ABC Family et le réseau Fox Kids en Jetix.

### Division Cable Network Programming
Cette division opère les chaînes de télévision par câble du groupe (parmi lesquelles on peut citer FOX News, FOX Sports, FX Network, SPEED Channel, FUEL, National Geographic Channel et FOX Movie Channel) et détient des participations dans d'autres chaînes de télévision par câble américaines, dans des chaînes de télévision à l'étranger (Fox International Channels) ou dans des clubs sportifs.

## Données économiques
| Studio                  | Bénéfices 2014 | Chiffre d'affaires 2014 |
| ----------------------- | -------------- | ----------------------- |
| Fox Entertainment Group | 1 500          | 10 300                  |
| NBCUniversal            | 711            | 5 000                   |
| Paramount Pictures      | 219            | 3 700                   |
| Sony Pictures           | 540            | 6 900                   |
| Walt Disney Studios     | 1 700          | 7 200                   |
| Warner Bros.            | 1 200          | 12 500                  |